# إد هاتشينسون
إد هاتشينسون (بالإنجليزية: Ed Hutchinson)‏ هو لاعب كرة قاعدة أمريكي، ولد في 19 مايو 1867 في بيتسبرغ في الولايات المتحدة، وتوفي في 19 يوليو 1934 في كولفاكس في الولايات المتحدة.

## وصلات خارجية
- إد هاتشينسون على موقعبيزبول رفرنس.كوم (الدوري الرئيسي) (الإنجليزية)
- إد هاتشينسون على موقعبيزبول رفرنس.كوم (الدوري الثانوي) (الإنجليزية)